# Курмайор
Курмайо̀р (на италиански и на френски: Courmayeur, на местен диалект: Croméyeui, Кромейеуй, от 1929 до 1946 г. Cormaiore, Кормайоре) е град и община в Северна Италия, в автономния регион Вале д'Аоста. Разположен е на 1224 m надморска височина. Населението на общината е 2825 души (към 2010 г.).
Градчето е важен зимен курорт. На територията на общината се намира италианската част от най-високата планина и връх в Европа – Монблан.